# Берг, Эрнст ван ден
Эрнст Виллем ван ден Берг (нидерл. Ernst Willem van den Berg; 3 декабря 1915, Амстердам — 19 августа 1989, Амстердам) — нидерландский хоккеист на траве, нападающий. Бронзовый призёр летних Олимпийских игр 1936 года.

## Биография
Эрнст ван ден Берг родился 3 декабря 1915 года в нидерландском городе Амстердам.
Играл в хоккей на траве за «Амстердамсе».
В 1936 году вошёл в состав сборной Нидерландов по хоккею на траве на летних Олимпийских играх в Берлине и завоевал бронзовую медаль. Играл на позиции нападающего, провёл 5 матчей, забил 6 мячей (четыре в ворота сборной Франции, два — Швейцарии).
Умер 19 августа 1989 года в Амстердаме.